# Solo (Ao Vivo)
Solo  é o primeiro álbum ao vivo do cantor e compositor Lô Borges, lançado em 1987.

## História
Em 1987, Lô Borges faz seu primeiro registro oficial ao vivo de sua carreira. “Solo Ao Vivo” foi gravado no Rio de Janeiro em uma proposta “violão-piano-voz”, acompanhado apenas por seu irmão Marilton Borges. Há participações especiais de Milton Nascimento (em “Um Sonho Na Correnteza”) e de Paulo Ricardo em “Para Lennon e McCartney”.

## Faixas
1. Trem de doido (Márcio Borges, Lô Borges)
2. Faça o seu jogo (Márcio Borges, Lô Borges)
3. Canção postal (Lô Borges, Ronaldo Bastos)
4. Equatorial (Márcio Borges, Beto Guedes, Lô Borges)
5. Um sonho na correnteza (Yé Borges, Márcio Borges)
6. Caçador (Márcio Borges, Lô Borges)
7. Para Lennon e McCartney (Márcio Borges, Lô Borges, Fernando Brant)
8. Clube da Esquina nº 2 (Márcio Borges, Lô Borges, Milton Nascimento)
9. Sonho real (Lô Borges, Ronaldo Bastos)
10. O trem azul (Lô Borges, Ronaldo Bastos)
11. Paisagem da janela (Lô Borges, Fernando Brant)
12. Um girassol da cor de seu cabelo (Márcio Borges, Lô Borges)

## Ligações Externas
- no Sítio Discogs.
- no Sítio do Lô Borges.